# Marianne Mille
Marianne Mille, de son vrai nom Marianne Sbriglio, née le 29 mars 1945 à Marseille (Bouches-du-Rhône), est une chanteuse et compositrice française.

## Biographie

### Débuts
Marianne Sbriglio est la fille de deux artistes, Marcel Sbriglio, chanteur connu sous le pseudonyme de Marcel Véran et Éliane Meyer, alias Florence Véran. Elle a très peu connu son père ; sa mère a enregistré plusieurs disques comme interprète et a surtout composé pour de nombreux artistes : Philippe Clay, André Claveau, Juliette Gréco et Édith Piaf.
Elle commence sa carrière par des reprises pour le label Panorama. Elle prend le pseudonyme de Mille, car son premier single, sorti en 1963, est sponsorisé par le constructeur automobile Simca qui commercialise, à l'époque, la Simca 1000 (sur la photo de la pochette de son disque, Marianne Mille pose sur le capot de cette voiture).
Elle signe ensuite un contrat avec RCA qui édite successivement les singles Oublie de pleurer, Ce que tu chantes et Pourquoi est-il parti ? en 1964, Ne pars pas et Deux amis en 1965.

### Duo avec Maurice Dulac
Le duo Maurice Dulac et Marianne Mille, en couple dans la vie depuis 1968, apparaît pour la première fois en 1970 avec le hit Dis à ton fils sur le single de Maurice Dulac, Les Bambous.
Suivent d'autres succès tels que Libertad (1970), Ton Amérique est aussi à Paris, Fais-moi un ciel bleu et Le Fusil et la Rose (1972), L'Enfant que nous n'aurons jamais ou une reprise d'Édith Piaf, La Foule (1973).
Tout s'enchaîne artistiquement pour les duettistes en même temps qu'ils assument leur vie familiale et l'éducation de leur fils Benjamin : émissions télévisées, galas et tournées (en 1972 avec Thierry le Luron, en 1974 avec Michel Sardou…).

### Carrière solo
Après la sortie en 1974 du LP Dis à ton fils, reprenant leurs principaux succès, Marianne Mille enregistre son 1er album solo Je suis de nulle part, accompagnée par plusieurs talentueux musiciens de jazz : André Ceccarelli, Maurice Vander…
En 1975, elle enregistre Viens sur ma planète, générique du feuilleton télévisé Chéri-Bibi.
Elle interprète en 1978 le rôle de la mère de Moïse dans l'opéra-rock Moïse et, en 1980, elle crée, sur la scène du Palais des sports de Paris, le personnage d'Éponine  de la comédie musicale Les Misérables.
En 1984, après la sortie de son single Passion Fatale (avec des arrangements d'Ennio Morricone), elle se retire quelque temps de la scène artistique.
Elle fait son retour dix ans plus tard en gérant divers spectacles, accompagnée par des musiciens de jazz, comme la pianiste Ann Ballester.
Après un dernier spectacle acoustique au Théâtre de 10 heures en 1998, elle se retire de la vie publique pour vivre dans un ashram.
En 2005, elle revient vivre en région parisienne et collabore aux castings de Star Academy. Fin 2007, elle crée à Montreuil, où elle réside, l'école de musique « Ateliers de chant Marianne Mille » et envisage de revenir à la scène avec un nouveau récital.